# انشم (الرجم)

تعديل مصدري - تعديل

انشم هي إحدى قرى عزلة الروحاني بمديرية الرجم التابعة لمحافظة المحويت، بلغ تعداد سكانها 200 نسمة حسب تعداد اليمن لعام 2004.